# Guami labdarúgó-válogatott
A guami labdarúgó-válogatott Guam nemzeti csapata, amelyet a guami labdarúgó-szövetség (angolul: Guam Football Association) irányít.

## Világbajnoki szereplés
| Év       | Eredmény                     | Hely                         | M                            | GY                           | D                            | V                            | RG                           | KG                           |
| -------- | ---------------------------- | ---------------------------- | ---------------------------- | ---------------------------- | ---------------------------- | ---------------------------- | ---------------------------- | ---------------------------- |
| 1930     | Nem indult                   | Nem indult                   | Nem indult                   | Nem indult                   | Nem indult                   | Nem indult                   | Nem indult                   | Nem indult                   |
| 1934     | Nem indult                   | Nem indult                   | Nem indult                   | Nem indult                   | Nem indult                   | Nem indult                   | Nem indult                   | Nem indult                   |
| 1938     | Nem indult                   | Nem indult                   | Nem indult                   | Nem indult                   | Nem indult                   | Nem indult                   | Nem indult                   | Nem indult                   |
| 1950     | Nem indult                   | Nem indult                   | Nem indult                   | Nem indult                   | Nem indult                   | Nem indult                   | Nem indult                   | Nem indult                   |
| 1954     | Nem indult                   | Nem indult                   | Nem indult                   | Nem indult                   | Nem indult                   | Nem indult                   | Nem indult                   | Nem indult                   |
| 1958     | Nem indult                   | Nem indult                   | Nem indult                   | Nem indult                   | Nem indult                   | Nem indult                   | Nem indult                   | Nem indult                   |
| 1962     | Nem indult                   | Nem indult                   | Nem indult                   | Nem indult                   | Nem indult                   | Nem indult                   | Nem indult                   | Nem indult                   |
| 1966     | Nem indult                   | Nem indult                   | Nem indult                   | Nem indult                   | Nem indult                   | Nem indult                   | Nem indult                   | Nem indult                   |
| 1970     | Nem indult                   | Nem indult                   | Nem indult                   | Nem indult                   | Nem indult                   | Nem indult                   | Nem indult                   | Nem indult                   |
| 1974     | Nem indult                   | Nem indult                   | Nem indult                   | Nem indult                   | Nem indult                   | Nem indult                   | Nem indult                   | Nem indult                   |
| 1978     | Nem indult                   | Nem indult                   | Nem indult                   | Nem indult                   | Nem indult                   | Nem indult                   | Nem indult                   | Nem indult                   |
| 1982     | Nem indult                   | Nem indult                   | Nem indult                   | Nem indult                   | Nem indult                   | Nem indult                   | Nem indult                   | Nem indult                   |
| 1986     | Nem indult                   | Nem indult                   | Nem indult                   | Nem indult                   | Nem indult                   | Nem indult                   | Nem indult                   | Nem indult                   |
| 1990     | Nem indult                   | Nem indult                   | Nem indult                   | Nem indult                   | Nem indult                   | Nem indult                   | Nem indult                   | Nem indult                   |
| 1994     | Nem indult                   | Nem indult                   | Nem indult                   | Nem indult                   | Nem indult                   | Nem indult                   | Nem indult                   | Nem indult                   |
| 1998     | Nem indult                   | Nem indult                   | Nem indult                   | Nem indult                   | Nem indult                   | Nem indult                   | Nem indult                   | Nem indult                   |
| 2002     | Nem jutott be                | Nem jutott be                | Nem jutott be                | Nem jutott be                | Nem jutott be                | Nem jutott be                | Nem jutott be                | Nem jutott be                |
| 2006     | Visszalépett a selejtezőktől | Visszalépett a selejtezőktől | Visszalépett a selejtezőktől | Visszalépett a selejtezőktől | Visszalépett a selejtezőktől | Visszalépett a selejtezőktől | Visszalépett a selejtezőktől | Visszalépett a selejtezőktől |
| 2010     | Visszalépett a selejtezőktől | Visszalépett a selejtezőktől | Visszalépett a selejtezőktől | Visszalépett a selejtezőktől | Visszalépett a selejtezőktől | Visszalépett a selejtezőktől | Visszalépett a selejtezőktől | Visszalépett a selejtezőktől |
| 2014     | Nem indult                   | Nem indult                   | Nem indult                   | Nem indult                   | Nem indult                   | Nem indult                   | Nem indult                   | Nem indult                   |
| 2018     | Nem jutott be                | Nem jutott be                | Nem jutott be                | Nem jutott be                | Nem jutott be                | Nem jutott be                | Nem jutott be                | Nem jutott be                |
| 2022     | Nem jutott be                | Nem jutott be                | Nem jutott be                | Nem jutott be                | Nem jutott be                | Nem jutott be                | Nem jutott be                | Nem jutott be                |
| Összesen |                              | 0/22                         |                              |                              |                              |                              |                              |                              |

## Ázsia-kupa-szereplés
- 1956–1992: Nem indult
- 1996: Nem jutott be
- 2000: Nem jutott be
- 2004: Nem jutott be
- 2007: Nem indult
- 2011: Nem indult
- 2015: Nem indult

## Kelet-ázsiai labdarúgó-bajnokság(EAFF-kupa)
- 2003: Nem jutott be (5. hely a selejtezőben)
- 2005: Nem jutott be (5. hely a selejtezőben)
- 2008: Nem jutott be (6. hely a selejtezőben)

## Játékosok

### Jelenlegi keret
A 2008-as kelet-ázsiai labdarúgó-bajnokság kerete.
| Szám | Poszt | Név                    | Születési dátum / Kor | Válogatottság | Gólok | Klub                        |
| ---- | ----- | ---------------------- | --------------------- | ------------- | ----- | --------------------------- |
|      | K     | Joseph Laanan          | 1988. február 14.     |               |       | Guam Shipyard               |
|      | K     | Kalen Lizama           | 1990. augusztus 31.   |               |       | Mangilao Hyundai            |
|      | V     | Fredrick Benton        | 1986. június 16.      |               |       | Orange Crushers             |
|      | V     | James Gawel            | 1987. június 29.      |               |       | Purple Leopards             |
|      | V     | Edward Christian Calvo | 1990. április 30.     |               |       | Mangilao Hyundai            |
|      | V     | Kevin Rivera           | 1990. február 1.      |               |       | Mangilao Hyundai            |
|      | V     | Carlo Tambora          | 1990. január 6.       |               |       | No Ka Oi                    |
|      | KP    | Baltazar Atalig        | 1990. augusztus 12.   |               |       | Guam Shipyard               |
|      | KP    | Mark Chargualaf        | 1991. január 3.       |               |       | Strykers                    |
|      | KP    | Dominic Gadia          | 1986. január 18.      |               |       | Quality Distributors        |
|      | KP    | Scott Leon Guerrero    | 1990. augusztus 22.   |               |       | Loyola Marymount University |
|      | KP    | Paul Long              | 1985. április 22.     |               |       | Quality Distributors        |
|      | KP    | Ric Francis Mantanona  | 1986. május 25.       |               |       | Quality Distributors        |
|      | KP    | Ian Mariano            | 1990. október 7.      |               |       | Monterray                   |
|      | KP    | Zachary Pangelinan     | 1988. június 16.      |               |       | Guam Shipyard               |
|      | CS    | Matthew Cruz           | 1986. június 23.      |               |       | Quality Distributors        |
|      | CS    | Alan Jamison           | 1981. október 5.      |               |       | Quality Distributors        |
|      | CS    | Chris Mendiola         | 1990. január 28.      |               |       | Central Florida University  |
|      | CS    | Elias Merfalen         | 1989. szeptember 7.   |               |       | Guam Shipyard               |
|      | CS    | Jin Oh                 | 1987. február 5.      |               |       | Bostoni Egyetem             |
|      | CS    | Eric Sotto             | 1990. szeptember 10.  |               |       | Mangilao Hyundai            |

## Külső hivatkozások
- A válogatott hivatalos oldala
- Guam a FIFA.com-on Archiválva 2018. május 2-i dátummal a Wayback Machine-ben (angolul)
- Guam mérkőzéseinek eredményei az rsssf.com-on (angolul)
- Guam mérkőzéseinek eredményei az EloRatings.net-en (angolul)
- Guam a national-football-teams.com-on (angolul)
- Guam mérkőzéseinek eredményei a Roon BA-n (angolul)